# Мордовія-Арена
«Мордовія Арена» (рос. Мордовия Арена) — футбольний стадіон у Саранську, Росія, домашня арена ФК «Мордовія». Одне з місць проведення матчів Чемпіонату світу з футболу 2018 року.

## Історія
У 2010 році здійснено підготовку території під будівництво нового стадіону в районі Волгоградської вулиці у заплаві річки Інсар. Рішення про зведення стадіону в Саранську було прийняте ще до того, як стало відомо, що Росія прийматиме Чемпіонат світу з футболу. Спочатку планувалося закінчити будівництво стадіону в 2012 році, відкриття планувалося приурочити ряду подій місцевого значення. План був переглянутий через те, що за вимогами ФІФА, місткість стадіону повинна бути не менше 45 000 глядачів, а не 28 000, як планувалося. Відкриття стадіону було відкладено на 2017 рік. Планувалося, що витрати на зведення стадіону «Мордовія Арена» складуть 16,5 мільярда рублів, забудовником призначили компанію «Спорт-Інжиніринг». Станом на травень 2017 року на арені повністю завершений монтаж зовнішніх покрівельних консолей. Було оголошено про початок монтажу покрівлі арени, в липні засіяно газон. 2 листопада 2017 пройшла перша стрижка газону. В кінці 2017 року стадіон в Саранську був практично завершений. На металоконструкціях каркасу арени з'явилися оздоблювальні панелі, які становлять основу фасаду споруди. Навколо стадіону почали впорядковувати територію, робити оздоблення внутрішніх приміщень і встановлення ліфтів.
Будівництво стадіону дозволило вирішити ряд колосальних містобудівних завдань для міста: був сформований парк, облаштовано набережну річки Інсар, з'єднані житловий район з центром міста. Була утворена зона для відпочинку, святкових і розважальних заходів.
Рішенням уряду РФ генеральним підрядником будівництва арени була затверджена компанія «ПСО Казань». Раніше компанія зводила ряд об'єктів до Літньої Універсіади 2013, серед яких «Казань-Арена».
Перший матч стадіон прийняв 21 квітня 2018 року, коли місцева «Мордовія» в матчі першості ПФЛ зіграла з клубом «Зеніт-Іжевськ» (0:0). На матчі були присутніми 10 тисяч глядачів. У наступних матчах двічі оновлювався рекорд відвідуваності ПФЛ. 4 травня на матчі з «КАМАЗом» (0:1) за грою спостерігали 22 834 глядачі, а 16 травня на матчі з командою «Сизрань-2003» (1:0) — 41 057 глядачів.

## Характеристики

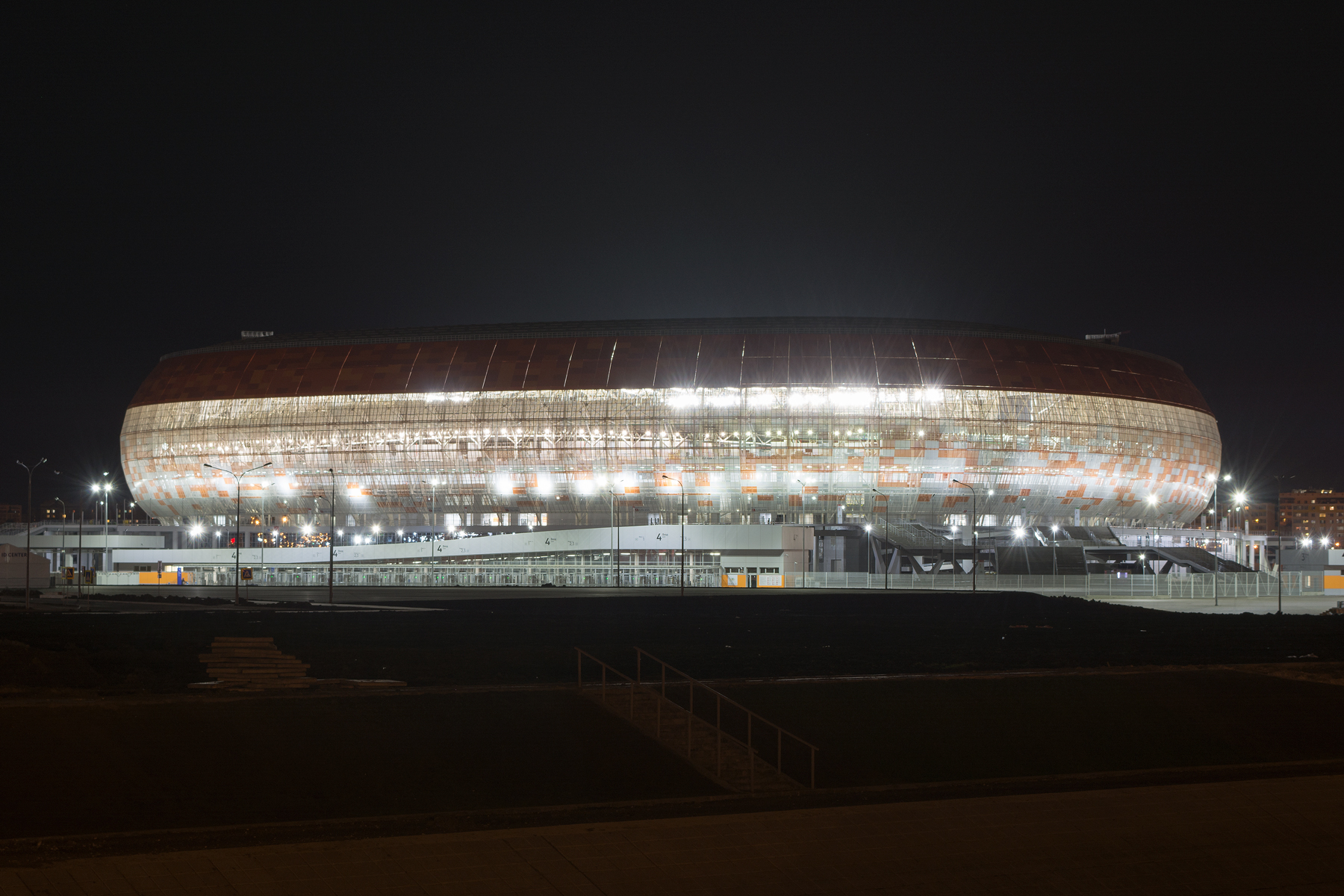
Арена з ввімкненою ілюмінацією

Стадіон спроектований спеціально до Чемпіонату світу з футболу 2018. Місткість — 44 149 глядацьких місць. В основу зовнішнього вигляду стадіону лягло сонце як головний символ древніх міфів і легенд мордовського народу.
Форма споруди представлена плавно заокругленим прямокутником і нагадує замкнуту кільцем трубу. Поле і трибуни приховані зовнішнім каркасом з металоконструкцій, які виростають з бетонної основи трибуни і переходять над нею в перекриття. Конструкція нахилена всередину чаші арени, створюючи ефект «легкості». Зовнішній вигляд споруди оформлений яскравим сонячним кольором.

## Матчі Чемпіонату світу з футболу 2018
| Дата           | Час   | Команда #1 | Ркзультат | Команда #2 | Раунд   | Відвідуваність |
| -------------- | ----- | ---------- | --------- | ---------- | ------- | -------------- |
| 16 червня 2018 | 20:00 | Перу       | 0–1       | Данія      | Група C | 40,502         |
| 19 червня 2018 | 16:00 | Колумбія   | 1–2       | Японія     | Група H | 40,842         |
| 25 червня 2018 | 22:00 | Іран       | 1–1       | Португалія | Група B | 41,685         |
| 28 червня 2018 | 22:00 | Панама     | 1–2       | Туніс      | Група G | 37,168         |